# 赵锡梅
赵锡梅，广西全州人，是一名清朝政治人物。
赵锡梅曾于1755年接替涂扩任奉贤县知县一职，1755年由周隆谦接任。